# Castelo de Castelo Branco
O Castelo de Castelo Branco, também conhecido localmente como Castelo dos Templários, localiza-se na cidade, freguesia, município e Distrito de Castelo Branco, em Portugal.
Era um castelo ibérico estratégico e integrava, na Idade Média, a chamada Linha da Raia ou Linha do Tejo. Severamente danificado ao longo dos séculos, o castelo dos Templários permanece como o mais importante registro histórico-militar da cidade.
Uma maquete da Fortaleza Quinhentista, produzida por Júlio Vaz de Carvalho e em Exposição na Casa da Memória da Presença Judaica. Este Modelo, integrado no Património Municipal foi elaborado segundo os debuxos e planta contidos no Livro das Fortalezas de Duarte D'Armas.

## O Castelo Medieval

### Construção
Logo que os Templários tomaram posse de Moncarche, em 1209, terão logo feito planos para a construção do castelo. O castelo de Castelo Branco data dessa época, sendo a notícia mais antiga da sua existência datada de 1230.

### Características
O castelo tinha um aspecto geral compacto, fechado sobre si e preparado para uma defesa autónoma. Analisando a planta, no Livro das Fortalezas de Duarte de Armas, parece evidente que aquando a sua construção, sob o ponto de vista militar, ficou a bastar-se a si próprio. Tinha a forma de um quadrilátero mais ou menos regular defendido perifericamente por sete torreões, com um comandamento total sobre o horizonte. Os torreões parecem obedecer a uma certa simetria com a evidente excepção da torre de menagem.
Embora tenha desaparecido na sua quase totalidade é possível verificar que o castelo de Castelo Branco era paradigma do castelo ibérico estratégico. Tinha três pátios de acesso distinto: um primeiro de acesso livre; o do palácio e o da torre de menagem. Passou a integrar, juntamente com o Castelo de Almourol, o Castelo de Monsanto, o Castelo de Pombal, o Castelo de Tomar e o Castelo do Zêzere, uma linha de defesa denominada como Linha do Tejo. 

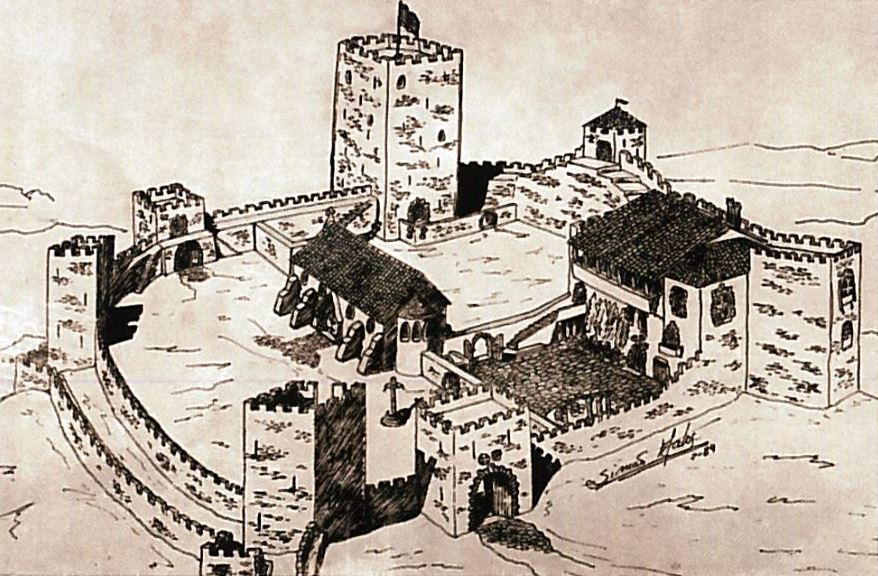
Reconstituição do castelo

#### Porta de entrada
A entrada para a cidadela fazia-se por um arco românico (semelhante ao arco do bispo. Em posição simétrica haviauma porta falsa, que vemos por  vezes denominada por porta da traição

#### Palácio dos Alcaides e Comendadores
Era um edifício compoosto por três corpos distintos: o principal tinha um primeiro andar com uma varanda colunada. Ao palácio acedia-se por uma escadaria.

#### Torre de menagem
A torre de menagem tinha um porte mais altivo que as outras e tinha maior volume de modo a constituir uma quebra com os outos torreões. A sua forma era exagonal, forma extremamente rara nas fortalezas portuguesas. A forma prismática correspondeu a um estadio evolutivo na medida em que quantos mais faces tinha a torre melhor se fazia a vigilância, porque diminuiam os ângulos mortos. A torre de menagem, marcadamente ligada à tradição românica, era excêntrica em relação à entrada e estava francamente ligada a procupações de vigilância para o lado oposto.

#### Igreja de Santa Maria do Castelo
No interior do castelo, fazendo a separação entre o primeiro e tereiro pátio, encontra-se a  Igreja de Santa Maria do Castelo. Era uma igreja românica sem qualquer campanário e tinha os sinos na muralha, ao lado da entrada. A invocação do templo a Santa Maria do Castelo era uma característica dos Templários.

## Decadência
À época da Guerra da Restauração, sofreu danos diante da ofensiva espanhola, em 1648 e por eles, novamente, no contexto da Guerra da Sucessão Espanhola (22 de Maio de 1704), quando perdeu parte das muralhas. Quando da Guerra dos Sete Anos a vila e seu castelo foram invadidos e saqueados por tropas franco-espanholas (1762), sendo restituídos apenas em virtude da assinatura do Tratado de Paris (1763). Mais tarde, durante a Guerra Peninsular, a ofensiva francesa comandada por Jean-Andoche Junot (1807), causou severos danos ao castelo.
Diante da destruição causada pelas tropas napoleónicas, a partir de 1821, registrava-se a retirada das pedras do castelo pelos habitantes para construção das suas moradias. Através de portarias, o poder público autorizou, em:
- 17 de Junho de 1835, a demolição dos arcos das muralhas para o emprego das suas pedras em obras de utilidade pública. Na ocasião foram demolidas a Porta da Vila, a Porta do Relógio e a Porta do Espírito Santo, sendo as pedras reutilizadas na construção da Ponte da Granja;
- 1839, uma autorizando a venda de parte das pedras dos muros do castelo, telhas e madeiramentos do Palácio (9 de Março), e outra, autorizando a venda das telhas e do madeiramento (20 de Março).

Enfraquecida a estrutura, um violento temporal que se abateu na região fez desabar algumas das paredes da alcáçova e das muralhas (15 de Novembro de 1852). Ainda na segunda metade do século XIX, devido à iniciativa do Governador Civil Guilhermino de Barros, reconstroem-se alguns troços de muralhas e algumas das estruturas do Palácio. Em 1862, entretanto, é demolida a Porta do Postiguinho.
O processo de decadência prosseguiu no século XX, com o desabamento, em 1930, da última torre da muralha (do castelo / cerca?), ao qual se seguiu, em Março de 1936, a da torre no ângulo nordeste, também devido a uma tempestade. Ainda neste mesmo ano foi solicitada à Direcção-Geral dos Edifícios e Monumentos Nacionais (DGEMN) uma vistoria no local, que realizou a reconstrução da torre (1940), recriando algumas estruturas, como por exemplo, as janelas neo-manuelinas. Novas intervenções se sucederam, em 1977 (prospecção arqueológica e limpeza, consolidação e reconstrução do troço da muralha ruída à altura da Rua Vaz Preto, expropriação e demolição pela Câmara Municipal de imóveis adossados à muralha), entre 1980 e 1982 (beneficiação do troço de muralhas à altura do mesmo logradouro). Em 2000 descobriu-se parte da muralha medieval, nomeadamente de um dos torreões, durante os trabalhos de demolição de duas edificações na mesma Rua Vaz Preto. No ano de 2002 previa-se a recuperação do troço da muralha a leste, que ligava a torre da alcáçova e a torre de menagem do antigo Palácio dos Comendadores.
O interesse despertado nos últimos anos por este património levou à definição da primeira proteção legal para o conjunto, hoje em vias de classificação. A igreja foi classificada pelo IPPAR como Imóvel de Interesse Público em 1978.

## Actualidade

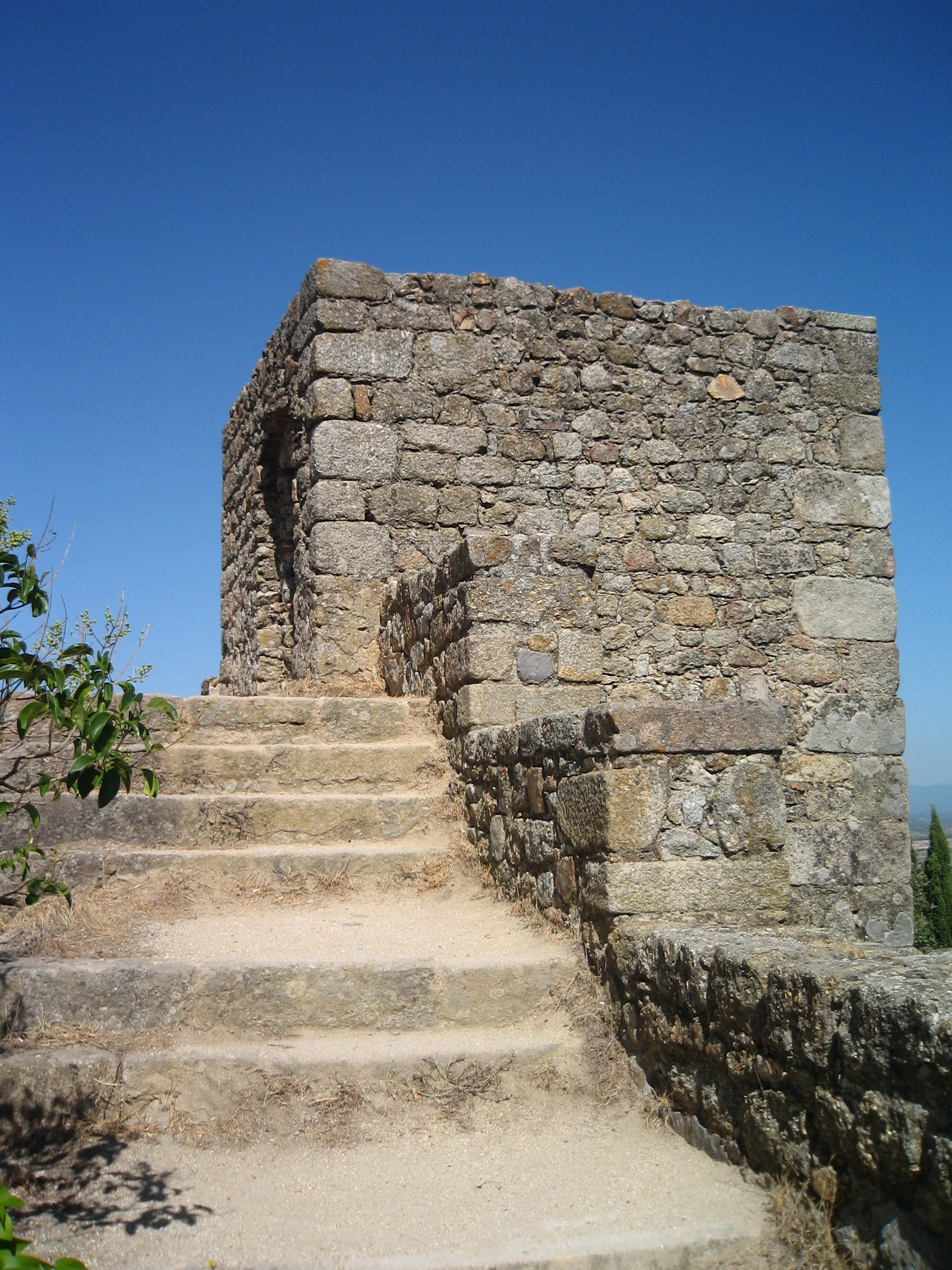
Torreão Românico

Do castelo dos templários subsistem alguns elementos, embora poucos sejam originais. No interior do recinto do castelo encontra-se uma igreja de Santa Maria mas nada tem a ver com a que foi desenhada por Duarte de Armas.

### Torreão Românico
Este torreão é do tipo mais antigo, as suas grossas paqredes têm seteiras frontais e laterais a mostrar uma intenção prática de defesa em coordenação com os outos torreões. Este torreão será, porventura, a peça arquitectónica mais antiga de Castelo Branco. Apesar da sua envolvente ter tido várias reconstruções, ela é ainda a torre original como atestam as seteiras.

### Torre gótica
A torre que normalmente se designa por torre gótica ou torre dos templários não era mais que a fachada do palácio dos alcaides e comendadores. Na época em que Duarte e Armas a desenhou ainda era da mesma estrutura das restantes torres, na actualidade é mais larga que o Torreão Românico: as sucessivas alterações que sofreu alargaram o seu porte, havendo sinais desse alargamento. As actuais janelas com lintéis quinhentistas, pouco têm a ver com as originais, mesmo com uma primeira alteração gótica. Esta torte é o Ex-libris de Castelo Branco.

### Igreja de Santa Maria do Castelo
Poco ou nada resta do templo primitivo. As sucessivas reconstruções tornaram-na tornaram-na incaracterística e sem grande valor artístico.

### Arco
É o original. Este arco era a porta que separava o pátio de acesso público e o pátio do palácio. Originalmente os dois pátios estariam ao mesmo nível, que se supõe ter sido inferior ao actual.